# آرمسترانگ ویتورث ایپ
آرمسترانگ ویتورث ایپ (به انگلیسی: Armstrong Whitworth Ape) یک هواگرد ساختِ کارخانهٔ آرمسترانگ ویتورث ایرکرفت در کشور بریتانیا است. این هواگرد برای نخستین بار در ۵ ژانویه ۱۹۲۶ میلادی مورد استفاده قرار گرفت.